# 타본 원인
타본 원인(Tabon Man)은 필리핀 국립 박물관의 미국인 인류학자 로버트 B. 팍스 박사에 의해 1962년 5월 28일 팔라완섬 케손의 리푸운 포인트에 있는 타본 동굴에서 발견된 유물을 일컫는다. 화석화된 두개골, 한 조각과 세 사람의 턱 뼈로 구성된 이 유물들은 2007년 발견되어, 2010년 우라늄 원소 박막법에 의해 67,000년 전의 것으로 알려진 칼라오 원인이 발견되기 전까지 필리핀에서 가장 오래된 인류 유물이었다. 
타본 동굴은 타본 새(Tabon bird, 타본 무덤새, Megapodius cumingii)를 따서 이름지었으며, 이것은 사람이 거주하지 않았던 시기에는 두껍고, 딱딱한 구아노 층으로 쌓였다. 뒤를 이어 도구를 만들이 위해 정착한 이들은 새의 배설물 층으로 시멘트처럼 딱딱한 마루에 거주를 했다. 그 거주자들이 실제로 도구를 제작하는 일에 종사했다는 것은 복원된 3,000개의 표본 중 약 절반이 멀리서 운반해 온 핵심 재료가 버려졌다는 것을 뜻한다. 타본 원인의 화석은 기원전 2만 2000년에서 2만년 사이에 일을 했던 세번 째 거주 집단으로부터 나온 것으로 추측된다. 초기의 동굴 층은 땔감을 포함하고 있는 층 아래에 있다. 이것은 45,000년에서 5만년 전을 나타내는 플라이스토세 후기가 틀림없음을 나타낸다. 발굴을 주도했던 인류학자 로버트 팍스는 타본 동굴이 4만년, 5만년에서 9천년 전의 사람들의 거주지였을 거라고 추정하고 있다.

## 참고
1. ↑  Henderson, Barney. (2010년 8월 3일), “Archaeologists unearth 67000-year-old human bone in Philippines”, 《The Daily Telegraph》, 2010년 10월 22일에 확인함
2. 1 2  Scott 1984, 14–15쪽.